# Michael Carruth
Michael Carruth (Dublín, 9 de julio de 1967) es un deportista irlandés que compitió en boxeo.
Participó en dos Juegos Olímpicos de Verano, en los años 1988 y 1992, obteniendo una medalla de oro en Barcelona 1992, en el peso wélter. Ganó una medalla de bronce en el Campeonato Mundial de Boxeo Aficionado de 1989, en el peso superligero.
En febrero de 1994 disputó su primera pelea como profesional. En su carrera profesional tuvo en total 21 combates, con un registro de 18 victorias y 3 derrotas.

## Palmarés internacional
| Juegos Olímpicos   | Juegos Olímpicos   | Juegos Olímpicos  | Juegos Olímpicos |
| Año                | Lugar              | Medalla           | Categoría        |
| ------------------ | ------------------ | ----------------- | ---------------- |
| 1992               | Barcelona (España) | Medalla de oro    | 67 kg            |
| Campeonato Mundial |                    |                   |                  |
| Año                | Lugar              | Medalla           | Categoría        |
| 1989               | Moscú (URSS)       | Medalla de bronce | 63,5 kg          |